# راتاتویی (فیلم)
راتاتویی (به فرانسوی: Ratatouille) که در ایران با عنوان موش سرآشپز معروف است، فیلمی پویانمایی کمدی-درام آمریکایی محصول سال ۲۰۰۷ است که توسط استودیوهای انیمیشن پیکسار از والت دیزنی پیکچرز تولید شده است. این هشتمین فیلمی است که توسط پیکسار تولید شده است. این فیلم توسط برد برد نوشته و کارگردانی شده و توسط برد لوئیس بر اساس ایده‌ای اصلی توسط جان پینکاوا تهیه شده است. پتن اسوالت، لو رومانو، ایان هولم، جنین گرافلو، پیتر اوتول، برایان دنهی، پیتر سون و براد گرت صداپیشگان این فیلم هستند. عنوان فیلم به غذای فرانسوی راتاتویی و همچنین به گونه‌های شخصیت اصلی موش اشاره دارد. داستان فیلم بیشتر در پاریس می‌گذرد و درباره موشی به نام رمی (اسوالت) است که رویای سرآشپز شدن در رستوران آگوست گوستو (گرت) را در سر می‌پروراند و سعی می‌کند با تشکیل یک اتحاد بعید با پسر زباله‌گرد رستوران، آلفرد لینگوئینی (رومانو) به هدف خود برسد.
توسعه راتاتویی در سال ۲۰۰۰ آغاز شد، زمانی که پینکاوا ایده‌های اولیه فیلم را نوشت، هرچند او هرگز به‌طور رسمی به‌عنوان کارگردان فیلم معرفی نشد. در سال ۲۰۰۵، پس از اینکه پینکاوا به دلیل کمبود اعتماد به روند توسعه داستان، از پیکسار جدا شد، برد برای کارگردانی فیلم و بازنگری داستان انتخاب شد. برد و برخی از اعضای گروه تولید نیز برای الهام گرفتن به پاریس سفر کردند. برای خلق پویانمایی غذا در فیلم، گروه تولید با سرآشپزهایی از فرانسه و ایالات متحده مشورت کردند. لوئیس در رستوران فرنچ لاندری توماس کلر کارآموزی کرد، جایی که کلر کانفی بایالدی، یک غذای به‌کار رفته در فیلم، را توسعه داد. مایکل جاکینو موسیقی الهام‌گرفته از پاریس را برای فیلم ساخت.
راتاتویی در ۲۲ ژوئن ۲۰۰۷ در سالن کداک در لس آنجلس، کالیفرنیا، به نمایش درآمد و در ۲۹ ژوئن در ایالات متحده اکران شد. این فیلم به یک موفقیت بزرگ انتقادی و تجاری تبدیل شد و در سراسر جهان ۶۲۳٫۷ میلیون دلار فروش داشت. راتاتویی اکران خود را به‌عنوان ششمین فیلم پرفروش سال ۲۰۰۷ و دومین فیلم پویانمایی پرفروش آن سال (پس از شرک ۳) به پایان رساند. این فیلم به دلیل فیلم‌نامه، پویانمایی، طنز، صداپیشگی و موسیقی جاکینو مورد تحسین گسترده قرار گرفت. همچنین برنده جایزه اسکار بهترین فیلم پویانمایی شد و نامزد جوایز دیگری از جمله بهترین فیلم‌نامه غیراقتباسی شد. در نظرسنجی منتقدان بین‌المللی که در سال ۲۰۱۶ توسط بی‌بی‌سی انجام شد، راتاتویی به‌عنوان یکی از ۱۰۰ فیلم برتر قرن ۲۱ انتخاب شد.

## داستان
رمی، یک موش جوان با حس چشایی و بویایی بسیار قوی، رؤیای تبدیل شدن به یک سرآشپز را دارد، مانند الگوی انسانی خود، آگوست گوستو که اکنون درگذشته است. اما بقیه کلونی او، از جمله برادر بزرگ‌ترش امیل و پدرش جنگو، رهبر گروه، فقط برای بقا غذا می‌خورند و از انسان‌ها می‌ترسند. این موش‌ها در اتاق زیرشیروانی خانه یک پیرزن در حومه پاریس زندگی می‌کنند، اما وقتی پیرزن آنها را کشف می‌کند، مجبور به فرار می‌شوند و رمی از گروه جدا می‌شود. با تشویق گوستوی خیالی، رمی در شهر گشت‌وگذار می‌کند تا اینکه خود را روی پشت‌بام رستوران گوستو، که به نام او نام‌گذاری شده است، می‌یابد.
رمی متوجه می‌شود که آلفردو لینگوئینی، پسر جوانی که به‌عنوان مسئول زباله‌ها در رستوران کار می‌کند، در تلاش است تا سوپی را که خراب کرده بود، درست کند. رمی برای اصلاح اشتباهات لینگوئینی وارد عمل می‌شود. لینگوئینی او را هنگام این کار می‌بیند اما ماجرا را به اسکینر، سرآشپز سابق گوستو و مالک جدید رستوران، لو نمی‌دهد. اسکینر به لینگوئینی درباره سوپ تذکر می‌دهد، اما زمانی که سوپ به اشتباه سرو می‌شود و مورد تحسین قرار می‌گیرد، کولت تاتو، تنها سرآشپز زن رستوران، اسکینر را قانع می‌کند که لینگوئینی را نگه دارد و شعار گوستو، «هر کسی می‌تواند آشپزی کند»، را رعایت کند. پس از درخواست از لینگوئینی برای بازسازی سوپ، اسکینر رمی را می‌بیند و از لینگوئینی می‌خواهد او را بیرون ببرد و بکشد. اما زمانی که لینگوئینی و رمی تنها می‌شوند، لینگوئینی متوجه می‌شود که رمی حرف‌های او را می‌فهمد و او را قانع می‌کند تا به او در آشپزی کمک کند.
رمی با کشیدن موهای لینگوئینی مانند یک عروسک خیمه‌شب‌بازی او را کنترل می‌کند و در حالی که زیر کلاه آشپزی او پنهان شده است، حرکاتش را هدایت می‌کند. آنها سوپ را بازسازی می‌کنند و به آشپزی در رستوران ادامه می‌دهند. کولت با اکراه لینگوئینی را آموزش می‌دهد اما به تدریج به دلیل پیروی او از توصیه‌هایش برایش احترام قائل می‌شود. بعدها، رمی امیل را پیدا کرده و دوباره با کلونی خانواده‌اش متحد می‌شود. وقتی رمی به جنگو می‌گوید قصد دارد در رستوران بماند، جنگو گروهی از موش‌های نابود شده را به او نشان می‌دهد تا ثابت کند انسان‌ها خطرناک هستند، اما رمی هشدارهای او را نادیده گرفته و می‌رود.
در همین حال، اسکینر نامه‌ای از مادر مرحوم لینگوئینی پیدا می‌کند که در آن آمده لینگوئینی پسر نامشروع گوستو و صاحب قانونی رستوران است. اسکینر از این حقیقت شوکه و خشمگین می‌شود، زیرا وصیت‌نامه گوستو تصریح کرده بود که مالکیت رستوران فقط در صورتی به اسکینر می‌رسد که تا دو سال پس از مرگ گوستو وارثی بیولوژیکی ظاهر نشود. پس از تأیید وکیلش مبنی بر اینکه لینگوئینی وارث گوستو است، اسکینر مدرک را در یک پاکت مخفی می‌کند. اما رمی آن را پیدا کرده، فرار می‌کند و به لینگوئینی نشان می‌دهد. لینگوئینی اسکینر را اخراج کرده و خط تولید غذاهای یخ‌زده‌ای را که اسکینر راه‌اندازی کرده بود، متوقف می‌کند. رستوران به لطف دستورهای غذایی رمی رونق می‌گیرد و زندگی لینگوئینی بهبود می‌یابد، زیرا او رابطه عاشقانه‌ای با کولت آغاز می‌کند. آنتون ایگو، منتقد غذایی که نقد منفی قبلی‌اش از رستوران به طور غیرمستقیم منجر به مرگ گوستو شده بود، به لینگوئینی اعلام می‌کند که قصد دارد روز بعد دوباره رستوران را بررسی کند. پس از اینکه لینگوئینی در یک نشست خبری اعتبار آشپزی رمی را به نام خود می‌زند، او و رمی دچار اختلاف می‌شوند. به تلافی، رمی خانواده‌اش را رهبری می‌کند تا انبارهای رستوران را غارت کنند. لینگوئینی برای عذرخواهی به رستوران می‌آید، اما با دیدن این غارت، خشمگین شده و رمی و کلونی او را از رستوران بیرون می‌کند.
روز بعد، رمی توسط اسکینر دستگیر می‌شود، اما جنگو و امیل به سرعت او را آزاد می‌کنند. پس از بازگشت به رستوران، رمی و لینگوئینی با یکدیگر آشتی می‌کنند و لینگوئینی راز رمی و روش‌های آشپزی او را به کارکنان آشپزخانه فاش می‌کند. با این حال، همه کارکنان بلافاصله استعفا می‌دهند. کولت، با یادآوری شعار گوستو، بازمی‌گردد تا به کلونی موش‌ها کمک کند که تحت هدایت رمی آشپزی کنند، در حالی که لینگوئینی مسئولیت پذیرایی از مشتریان را بر عهده می‌گیرد. اسکینر و یک بازرس بهداشت تلاش می‌کنند مداخله کنند، اما موش‌ها آنها را در انبار قفل می‌کنند. رمی نسخه‌ای از غذای راتاتویی را درست می‌کند که ایگو را به یاد غذاهای دوران کودکی و آشپزی مادرش می‌اندازد. ایگو درخواست می‌کند تا با سرآشپز ملاقات کند و وقتی با رمی روبه‌رو می‌شود، شوکه می‌شود. روز بعد، او نقدی می‌نویسد و اعلام می‌کند که اکنون شعار گوستو را درک کرده است، در حالی که بدون فاش کردن اینکه رمی یک موش است، از او تمجید می‌کند.
اگرچه موش‌ها اسکینر و بازرس بهداشت را زندانی کردند، اما مقامات از حضور موش‌ها در آشپزخانه مطلع می‌شوند و رستوران گوستو تعطیل می‌شود. این اتفاق باعث از دست دادن شغل و اعتبار ایگو می‌شود. رمی، لینگوئینی و کولت یک بیسترو به نام لا راتاتویی افتتاح می‌کنند که ایگو اکنون خوشحال در آن سرمایه‌گذاری کرده و مرتب به آنجا سر می‌زند. کلونی موش‌ها نیز زیرشیروانی بیسترو را به خانه جدید خود تبدیل می‌کنند.

## صداپیشگان
- پتن اسوالت در نقش رمی، موش قهوه‌ای جوان که به آشپزی علاقه دارد. بِرَد برد، اسوالت را پس از دیدن برنامه کمدی‌اش دربارهٔ آشپزی انتخاب کرد.[۶]
- لو رومانو در نقش آلفردو لینگوئینی، پسر آشپز مرحوم اگوست گوستو و جمع‌کننده زباله‌های رستوران و دوست رمی.
- ایان هولم در نقش جونا رابرت اسکینر، صاحب جدید و سنگدل رستوران گوستو که از موش متنفر است و قبل از مرگ گوستو آشپز بود. رفتار، قد کوتاه و زبان او برگرفته از لوئی دوفونس است. نام این شخصیت برگرفته از روان‌شناس بی‌اف اسکینر است.
- برایان دنهی در نقش جانگو، پدر و رهبر خانواده رمی.
- پیتر سون در نقش امیل، برادر بزرگ رمی.
- پیتر اوتول در نقش آنتون ایگو، منتقد بدبین و زودرنج رستوران و الهام گرفته از لویی ژووه.
- براد گرت در نقش اگوست گوستو، بنیانگذار رستوران تحسین‌شده‌اش با همان نام، الهام گرفته از زندگی واقعی سرآشپز برنارد لویزو که پس از شکسته شدن قلبش به‌خاطر از دست دادن یک ستاره از رستورانش لا کوت دور درگذشت. لا کوت دور رستورانی بود که برد برد و بقیه افراد در فرانسه از آن بازدید کردند.
- جنین گرافلو در نقش کولت تاتو، سرآشپز گوستو و تنها آشپز زن و دوست صمیمی لینگوئینی، الهام گرفته از سرآشپز فرانسوی هلن داروز.
- ویل آرنت در نقش هورست، یکی از سرآشپزهای اسکینر.
- جولیوس کالاهان در نقش لالو، یکی از سرآشپزهای گوستو.
- جیمز رمار در نقش لاروس، پیشخدمت گوستو.
- جان راتزنبرگر در نقش موستافا، سرآشپز گوستو.
- تدی نیوتون در نقش تالون لابارته، وکیل اسکینر.
- تونی فوسیل در نقش پاتریک پومپیدو، شیرینی‌پز گوستو.
- جیک استاینفلد در نقش گیت، موش آزمایشگاهی سابق و از اعضای گروه جانگو.
- برد برد در نقش امبریستر مینیون، خدمتکار ایگو.
- استیون روکس در نقش گوینده تلویزیون.

## تولید

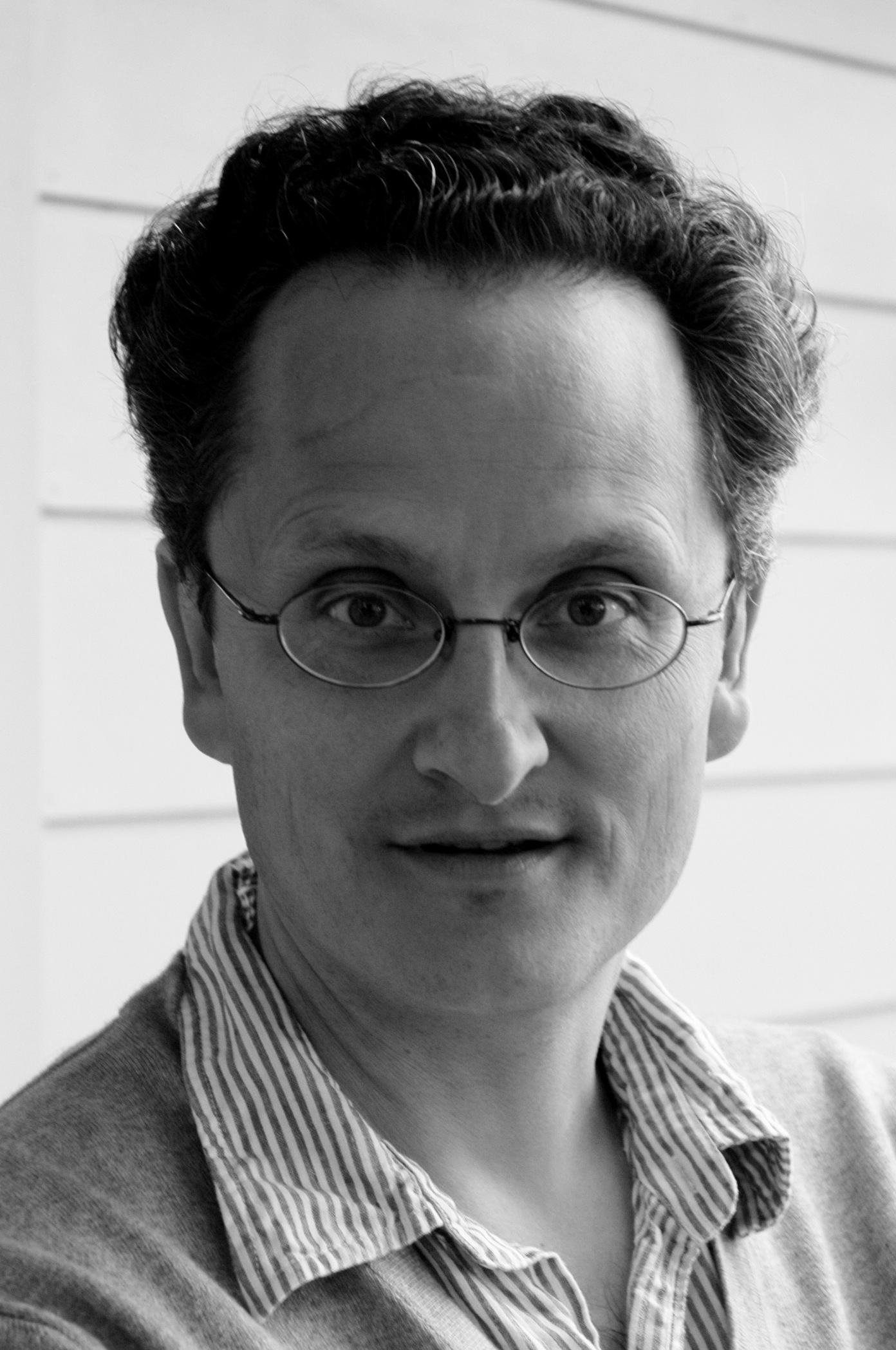
جان پینکاوا (تصویر) ایده این فیلم را در سال ۲۰۰۰ تصور کرد

جان پینکاوا در سال ۲۰۰۰ ایده اولیه فیلم را مطرح کرد و طراحی‌های اصلی، صحنه‌ها، شخصیت‌ها و داستان اصلی را ایجاد کرد، اما هرگز به‌طور رسمی به‌عنوان کارگردان فیلم معرفی نشد. تا سال ۲۰۰۴، پیکسار باب پیترسون را به‌عنوان کارگردان مشترک اضافه کرد و او کنترل انحصاری داستان را بر عهده گرفت. پس از سه ماه کار و عدم پیشرفت کافی در توسعه داستان، مدیریت پیکسار در سال ۲۰۰۵ از برد برد، کارگردان شگفت‌انگیزان، خواست تا کارگردانی فیلم را بر عهده بگیرد. این در حالی بود که پینکاوا از پیکسار جدا شد و پیترسون نیز پروژه را ترک کرد تا روی بالا کار کند. برد به دلیل غیرعادی بودن مفهوم فیلم و تضادی که در آن وجود داشت به این پروژه علاقه‌مند شد: اینکه موش‌ها از آشپزخانه‌ها می‌ترسند، اما یک موش می‌خواهد در آشپزخانه کار کند. برد همچنین از این ایده خوشحال بود که فیلم می‌تواند به یک کمدی جسمانی پرتحرک تبدیل شود، به‌خصوص با شخصیت لینگوئینی که برای پویانماها فرصت‌های بی‌پایانی برای خلق صحنه‌های طنز فراهم می‌کرد. برد داستان را بازنویسی کرد و تغییراتی اساسی در آن ایجاد کرد. او شخصیت گوستو را از داستان حذف کرد، نقش‌های بزرگ‌تری به اسکینر و کولت داد و ظاهر موش‌ها را تغییر داد تا کمتر شبیه انسان به نظر برسند.
از آنجا که راتاتویی قرار بود تصویری رمانتیک و پرجزئیات از پاریس ارائه دهد و هویتی متمایز از فیلم‌های قبلی استودیو داشته باشد، کارگردان برد برد، تهیه‌کننده برد لوئیس و برخی از اعضای تیم تولید یک هفته را در این شهر سپری کردند تا محیط آن را به‌خوبی درک کنند. آنها در این سفر از یک تور موتورسواری استفاده کردند و در پنج رستوران برتر شهر غذا خوردند. در این فیلم صحنه‌های بسیاری وجود دارد که به آب مربوط می‌شوند، از جمله یک صحنه در فاضلاب که از نظر پیچیدگی حتی از صحنه نهنگ آبی در در جستجوی نمو نیز پیشرفته‌تر است. یکی از صحنه‌ها لینگوئینی را نشان می‌دهد که پس از پریدن به رود سن برای نجات رمی خیس شده است. برای طبیعی‌تر نشان دادن این صحنه، یکی از کارکنان پیکسار (کستن میگدال، هماهنگ‌کننده بخش سایه/رنگ) با پوشیدن لباس سرآشپزی و پیش‌بند به داخل استخر پیکسار پرید تا مشخص شود کدام قسمت‌های لباس به بدن می‌چسبد و کدام قسمت‌ها به دلیل جذب آب شفاف می‌شود.

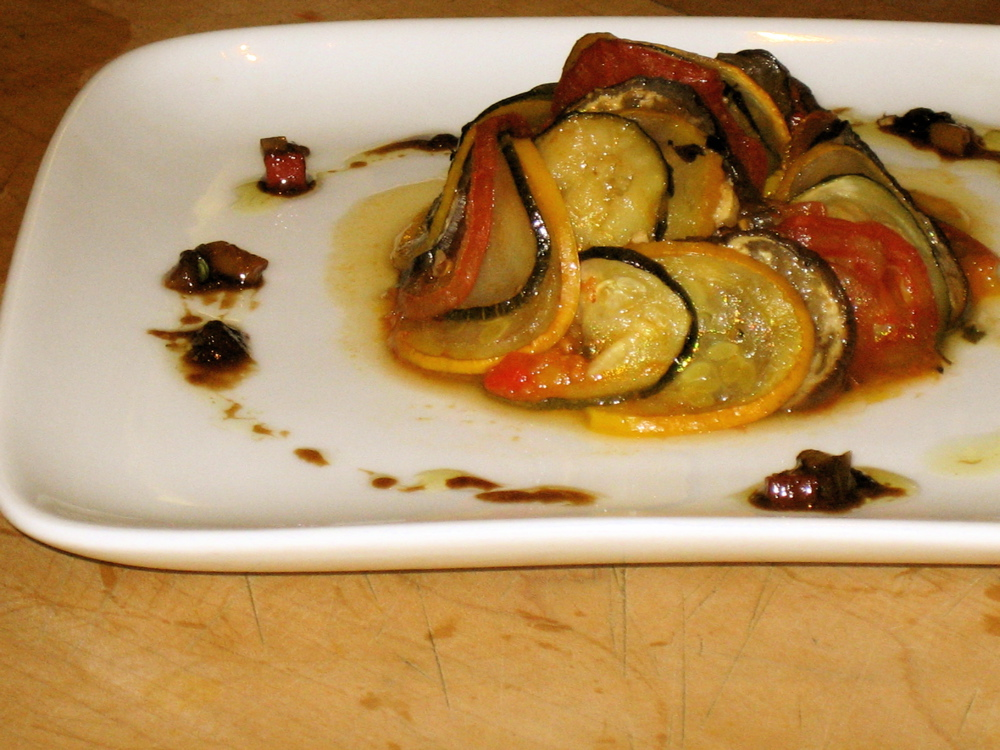
برداشت فیلم از غذای سنتی راتاتویی توسط سرآشپز لذیذ توماس کلر پیشنهاد شده است که به نوعی به عنوان کانفیت بایالدی شناخته می‌شود.

یکی از چالش‌های فیلم‌سازان، خلق تصاویری از غذا بود که خوشمزه به نظر برسند. برای این منظور، سرآشپزهای ماهر در ایالات متحده و فرانسه مشاوره دادند و پویانماها در کلاس‌های آشپزی مدارس آشپزی منطقه سان فرانسیسکو شرکت کردند تا با نحوه کار آشپزخانه‌های حرفه‌ای آشنا شوند. مایکل وارچ، مدیر بخش طراحی صحنه در پیکسار که پیش از کار در این استودیو یک سرآشپز حرفه‌ای آموزش‌دیده در آکادمی آشپزی بود، به پویانماها آموزش داد و در طول کار به آنها مشاوره می‌داد. او همچنین غذاهایی تهیه می‌کرد که توسط بخش‌های هنر، سایه/رنگ، جلوه‌ها و مدل‌سازی صحنه استفاده می‌شد. سرآشپز مشهور توماس کلر اجازه داد برد لوئیس، تهیه‌کننده فیلم، به‌عنوان کارآموز در آشپزخانه فرنچ لاندری او کار کند. برای صحنه اوج فیلم، کلر نسخه‌ای لوکس و لایه‌لایه از غذای اصلی فیلم پیشنهاد داد که توسط شخصیت‌های موش‌ها تهیه شود و به آن «کانفیت بایالدی» می‌گفتند. برای بازنمایی واقعی غذا، از همان تکنیک پخش نور زیرسطحی که برای پوست در شگفت‌انگیزان استفاده شده بود، برای میوه‌ها و سبزیجات استفاده شد. همچنین برنامه‌های جدیدی طراحی شدند که بافت و حرکت ارگانیک غذا را بازآفرینی می‌کردند. برای تکمیل این توهم، موسیقی، دیالوگ‌ها و تصاویری انتزاعی به کار گرفته شدند که حس ذهنی شخصیت‌ها هنگام چشیدن غذا را نمایش می‌دادند. این استعاره‌های بصری مزه توسط پویانما میشل گانی، با الهام از آثار اسکار فیشینگر و نورمن مک‌لارن خلق شد. برای طراحی یک توده کمپوست واقعی، بخش هنر از ۱۵ نوع محصول مختلف مانند سیب، توت‌، موز، قارچ، پرتقال، کلم بروکلی و کاهو در مراحل مختلف پوسیدگی عکس‌برداری کردند.
اعضای گروه صداپیشگان تلاش کردند تا لهجه‌های فرانسوی آنها هم معتبر باشد و هم قابل درک. جان راتزنبرگر اشاره کرد که گاهی به‌طور ناخودآگاه لهجه‌اش به ایتالیایی تغییر می‌کرد. ایان هولم برای نقش شخصیت اسکینر انتخاب شد، پس از اینکه برد او را در سه‌گانه ارباب حلقه‌ها دیده بود. به گفته جیسون دیمر، طراح پیکسار: «بیشتر شخصیت‌ها زمانی طراحی شدند که جان [پینکاوا] همچنان کارگردانی می‌کرد… او واقعاً دید هنری قوی برای مجسمه‌سازی دارد.» به گفته پینکاوا، شخصیت منتقد، آنتون ایگو، طوری طراحی شده بود که شبیه یک کرکس به نظر برسد. برای صرفه‌جویی در زمان، شخصیت‌های انسانی بدون انگشتان پا طراحی و پویانمایی شدند. دینا کاروی در ابتدا برای یک نقش پیشنهاد شده بود، اما او این پیشنهاد را به دلیل مشغول بودن به بزرگ کردن فرزندانش رد کرد.
برای بررسی عادات و ویژگی‌های موش‌ها، از متخصص موش‌ها، دبی دوکامون (معروف به «بانوی موش») مشاوره گرفته شد. علاوه بر بینش دوکامون، یک ویواریوم شامل موش‌های خانگی برای بیش از یک سال در یکی از راهروهای پیکسار قرار داده شده بود تا پویانماها بتوانند حرکت خز، بینی، گوش‌ها، پنجه‌ها و دم موش‌ها را هنگام دویدن مطالعه کنند.
مطالب تبلیغاتی اینتل از پلتفرم آنها به دلیل بهبود ۳۰ درصدی عملکرد در نرم‌افزار رندرینگ تقدیر کردند. اینتل از راتاتویی در برخی از مطالب بازاریابی خود استفاده کرد.
این فیلم با تکنیک‌های پویانمایی سنتی تولید شد و از تکنیک ضبط حرکت استفاده نشد. برد در تیتراژ پایانی این نکته را یادآوری کرد، زیرا احساس می‌کرد در پویانمایی‌های آن زمان روندی به سمت استفاده از ضبط حرکت در زمان واقعی به‌جای روش فریم به فریم در حال شکل‌گیری است. او بیان کرد که به استفاده از روش سنتی در این فیلم «عشق می‌ورزد و به آن افتخار می‌کند».

## موسیقی متن
راتاتویی دومین فیلم پیکسار است که موسیقی آن توسط مایکل جاکینو ساخته شد، پس از شگفت‌انگیزان. این فیلم همچنین دومین اثر پیکسار است که موسیقی آن توسط رندی یا توماس نیومن ساخته نشده است. موسیقی متن شامل طیف گسترده‌ای از سازها و تأثیرات از ژانرهای مختلف موسیقی است. جاکینو دو تم برای شخصیت رمی نوشت؛ یکی برای او در کنار کلونی موش‌ها و دیگری درباره امیدها و آرزوهای او. او همچنین یک تم مشترک برای رمی و لینگوئینی نوشت که زمانی که این دو با هم هستند، پخش می‌شود. علاوه بر موسیقی متن، جاکینو ترانه اصلی فیلم به نام «Le Festin» را نوشت که درباره رمی و رویای او برای تبدیل شدن به یک سرآشپز است. هنرمند فرانسوی کامیل (که در زمان اکران فیلم ۲۹ سال داشت) برای اجرای این ترانه انتخاب شد. جاکینو پس از گوش دادن به موسیقی او، متوجه شد که کامیل برای این آهنگ ایده‌آل است. به همین دلیل، این ترانه تقریباً در تمام نسخه‌های فیلم به زبان فرانسوی اجرا می‌شود. آلبوم موسیقی متن در ۲۶ ژوئن ۲۰۰۷ توسط والت دیزنی رکوردز منتشر شد.

## انتشار

### تئاتر
راتاتویی در ابتدا برای اکران در ۹ ژوئن ۲۰۰۶ برنامه‌ریزی شده بود، اما بعداً این تاریخ به ۲۹ ژوئن ۲۰۰۷ تغییر یافت. گفته می‌شود این تغییر برای هماهنگی با تاریخ اکران فیلم ماشین‌ها در سال ۲۰۰۶ انجام شده است.
این فیلم اولین نمایش جهانی خود را در ۲۲ ژوئن ۲۰۰۷ در تئاتر کداک لس‌آنجلس داشت. اکران عمومی آن یک هفته بعد آغاز شد و پیش از نمایش راتاتویی در سینماها، فیلم کوتاه ربایش نیز نمایش داده شد. اوایل همان سال، راتاتویی نامزد دریافت جایزه اسکار شده بود. یک نمایش آزمایشی از فیلم در ۱۶ ژوئن ۲۰۰۷ در سینمای هارکینز سین کاپری در اسکاتس‌دیل، آریزونا برگزار شد که در آن یک نماینده از پیکسار حضور داشت تا بازخوردهای تماشاگران را جمع‌آوری کند. مدیرعامل دیزنی، باب ایگر، در نشست سهام‌داران این شرکت در مارس ۲۰۱۴ اعلام کرد که فیلم قرار است مجدداً به‌صورت سه‌بعدی در سینماها اکران شود.

### بازاریابی
تریلر راتاتویی همزمان با اکران ماشین‌ها، اثر قبلی پیکسار، منتشر شد. این تریلر یک صحنه اصلی و منحصر به فرد را نشان می‌داد که در آن رمی هنگام دستبرد به یک گاری پنیر در سالن غذاخوری رستوران دستگیر می‌شود. او در حال امتحان کردن پنیرها دیده می‌شود و به‌سختی از رستوران فرار می‌کند. این صحنه با نماهایی از توضیحات مستقیم رمی به مخاطب درباره دلایل ریسک‌هایش ترکیب شده بود. مشابه بیشتر تریلرهای تبلیغاتی پیکسار، این صحنه در نسخه نهایی فیلم حضور نداشت.
دومین تریلر فیلم در ۲۳ مارس ۲۰۰۷ منتشر شد. تور بزرگ پنیر راتاتویی در ۱۱ مه ۲۰۰۷ آغاز شد که شامل نمایش‌های آشپزی و پیش‌نمایشی از فیلم بود. لو رومانو، صداپیشه یکی از شخصیت‌های فیلم، در مرحله‌ای از این تور در سان فرانسیسکو حضور یافت و برای طرفداران امضا می‌کرد.
دیزنی و پیکسار در تلاش بودند تا در اوت ۲۰۰۷ یک شراب با برند راتاتویی که در فرانسه تولید شده بود را به فروشگاه‌های کاستکو بیاورند، اما این برنامه به دلیل اعتراضات انجمن شراب کالیفرنیا لغو شد. این انجمن به قوانین برچسب‌گذاری اشاره کرد که استفاده از شخصیت‌های کارتونی را برای جلوگیری از جذب نوجوانان به مصرف الکل محدود می‌کند. علاوه بر این، هر دو شرکت با چالش‌های دیگری نیز برای جذب مخاطبان مواجه شدند. بسیاری از فروشگاه‌ها پر از کالاهای مرتبط با فیلم‌های جدید دیگری مانند مرد عنکبوتی ۳، شرک ۳ و تبدیل‌شوندگان شده بودند. این مسئله باعث شد متقاعد کردن والدین برای پرداخت مبلغی بین ۷٫۹۹ تا ۱۹٫۹۹ دلار برای یک عروسک موش کوچک سخت‌تر شود.
در بریتانیا، به‌جای انتشار تریلر سینمایی، یک تبلیغ با حضور شخصیت‌های رمی و امیل پیش از اکران فیلم در سینماها نمایش داده شد که هدف آن جلوگیری از تهیه نسخه‌های غیرمجاز فیلم بود. همچنین، در بریتانیا شخصیت‌های اصلی فیلم در تبلیغی برای خودروی نیسان نوت استفاده شدند؛ رمی و امیل در این تبلیغ یک آگهی اصلی از کمپین تبلیغاتی «شگفت‌انگیزانه جادار» را تماشا کرده و به طنز آن را تقلید می‌کردند.
دیزنی/پیکسار نگران بودند که مخاطبان، به‌ویژه کودکان، با واژه «راتاتویی» و نحوه تلفظ آن آشنا نباشند. بنابراین، عنوان فیلم به‌صورت آوایی نیز در تریلرها و پوسترها نوشته شد. به دلایل مشابه، در نسخه آمریکایی فیلم، متن‌های روی صفحه که به زبان فرانسوی بودند، به انگلیسی چاپ شدند. به‌عنوان‌مثال، عنوان کتاب آشپزی گوستو و تابلوهای راهنمای آشپزخانه که به شست‌وشوی دست‌ها اشاره داشتند، به انگلیسی نوشته شدند. اما در نسخه‌های بین‌المللی، مانند نسخه بریتانیایی انگلیسی و نسخه دی‌وی‌دی اسپانیایی زبان آمریکا، این نوشته‌ها به زبان فرانسوی ارائه شدند.

### رسانه خانگی
راتاتویی در ۶ نوامبر ۲۰۰۷ توسط سرگرمی خانگی والت دیزنی در قالب دیسک‌های بلوری و دی‌وی‌دی در آمریکای شمالی منتشر شد. یکی از ویژگی‌های ویژه این نسخه، یک فیلم پویانمایی کوتاه جدید با عنوان دوست تو موش صحرایی بود که رمی و امیل در آن حضور داشتند. در این فیلم کوتاه، این دو موش تلاش می‌کنند بیننده انسانی را متقاعد کنند که موش‌ها را به‌عنوان دوستان خود بپذیرند. آنها با نشان دادن مزایا و سوءتفاهم‌های مربوط به موش‌ها از طریق چندین مثال تاریخی، این موضوع را توضیح می‌دهند. این فیلم کوتاه یازده دقیقه‌ای از ترکیبی از پویانمایی سه‌بعدی، پویانمایی دوبعدی، لایو اکشن و حتی پویانمایی استاپ‌موشن استفاده می‌کند که برای پیکسار یک تجربه جدید به شمار می‌رفت.
این دیسک همچنین شامل یک سی‌جی‌آی کوتاه با عنوان ربایش است که در زمان اکران سینمایی فیلم، پیش از شروع آن نمایش داده می‌شد. این پویانمایی یک موجود بیگانه نوجوان را نشان می‌دهد که تلاش می‌کند یک انسان خوابیده را برباید. در طول این ماجرا، یک موجود بیگانه بزرگ‌تر او را ارزیابی می‌کند، شبیه به آزمون رانندگی برای دریافت گواهی‌نامه. این پویانمایی کوتاه هیچ گفت‌وگویی ندارد، که ویژگی معمول پویانمایی‌های کوتاه پیکسار است که بر اساس آثار موجود ساخته نشده‌اند. از دیگر ویژگی‌های ویژه این دیسک می‌توان به صحنه‌های حذف‌شده، یک مستند کوتاه با حضور برد برد درباره فیلم‌سازی و سرآشپز توماس کلر درباره خلاقیت در آشپزی با عنوان «غذای عالی و فیلم»، و همچنین چهار ایستر اگ اشاره کرد. اگرچه نسخه بلوری منطقه اِی شامل یک ترک صوتی فرانسوی است، اما نسخه دی‌وی‌دی منطقه ۱ این ترک را ندارد، به‌جز برخی نسخه‌هایی که در کانادا به فروش می‌رسند.
نسخه دی‌وی‌دی که در ۶ نوامبر ۲۰۰۷ منتشر شد، در اولین هفته عرضه خود (۶–۱۱ نوامبر ۲۰۰۷) توانست ۴,۹۱۹,۵۷۴ نسخه بفروشد و معادل ۷۳,۷۴۴,۴۱۴ دلار آمریکا درآمد کسب کند و صدرنشین جدول فروش دی‌وی‌دی شود. در مجموع، این فیلم توانست ۱۲,۵۳۱,۲۶۶ نسخه بفروشد و ۱۸۹,۲۱۲,۵۳۲ دلار درآمد کسب کند و به دومین دی‌وی‌دی پرفروش پویانمایی سال ۲۰۰۷ از نظر تعداد فروش و درآمد، پس از خوش‌قدم تبدیل شود. در سال ۲۰۱۴، این فیلم با فرمت سه‌بعدی بازپردازش شد و در همان سال در ماه ژوئیه، در قالب بلوری سه‌بعدی در بریتانیا، فرانسه و هند منتشر شد. در سال ۲۰۱۹ نیز راتاتویی در قالب فورکی اولترا اچ‌دی بلوری عرضه شد.

### فیلم سرقت‌شده
مجله ایف، پویانمایی رایانه‌ای برزیلی راتاتوئینگ (محصول سال ۲۰۰۷ از استودیوی ویدئو برینکوئدو) را به‌عنوان یک «کپی غیرمجاز» از راتاتویی توصیف کرد. مارکو اورلیو کانونیکو، نویسنده روزنامه برزیلی فویا د س. پائولو، نیز راتاتوئینگ را اثری مشتق‌شده از راتاتویی دانست. او در مقاله‌ای به این موضوع پرداخت که آیا شباهت‌های بین راتاتوئینگ و راتاتویی به حدی است که شکایتی قانونی به دلیل نقض حق‌کپی را توجیه کند یا خیر. مقاله کانونیکو توسط وزارت فرهنگ برزیل در وب‌سایت رسمی آنها منتشر شد. تا به امروز، هیچ منبعی پیدا نشده که نشان دهد پیکسار اقدام قانونی علیه راتاتوئینگ انجام داده باشد.

## بازخورد

### گیشه
در آخر هفته افتتاحیه در آمریکای شمالی، راتاتویی در ۳,۹۴۰ سینما اکران شد و با فروش ۴۷٫۲ میلیون دلار در جایگاه اول جدول گیشه قرار گرفت، که این کمترین افتتاحیه برای یک فیلم از پیکسار پس از زندگی یک حشره بود. در زمان اکران، این فیلم توانست در جدول فروش، جان‌سخت ۴ را از فاکس قرن بیستم پشت سر بگذارد. راتاتویی اولین فیلم غیر دنباله‌ای بود که پس از دو ماه، به رتبه اول گیشه رسید، از زمان اکران فیلم آشفته. با این حال، این فیلم تنها چند روز در صدر جدول باقی ماند و سپس جایگاهش را به تبدیل‌شوندگان واگذار کرد. در فرانسه، که داستان فیلم در آنجا جریان دارد، این فیلم رکورد بزرگ‌ترین افتتاحیه یک پویانمایی را شکست و همچنین رکورد تایتانیک را برای بیشترین هفته‌های متوالی در صدر جدول گیشه از آن خود کرد. در بریتانیا، این فیلم با فروش بیش از ۴ میلیون پوند در جایگاه اول گیشه قرار گرفت. در مجموع، راتاتویی توانست ۲۰۶٫۴ میلیون دلار در ایالات متحده و کانادا و در کل ۶۲۳٫۷ میلیون دلار در سراسر جهان فروش کند و به هفتمین فیلم پرفروش پیکسار تبدیل شود.

### پاسخ انتقادی
وبگاه جمع‌آوری نقد راتن تومیتوز گزارش داد که راتاتویی دارای امتیاز تأیید ۹۶٪ با میانگین امتیاز ۸٫۵ از ۱۰ بر اساس ۲۵۳ نقد است. اجماع سایت می‌گوید: «با سرعت بالا و انیمیشنی خیره‌کننده، راتاتویی یک ورودی سرگرم‌کننده دیگر—و یک قهرمان کاملاً غیرمعمول—به مجموعه آثار پیکسار اضافه می‌کند.» در متاکریتیک، این فیلم دارای امتیاز میانگین وزنی ۹۶ از ۱۰۰ بر اساس ۳۷ نقد است که بالاترین امتیاز برای یک فیلم پیکسار (مشترک با داستان اسباب‌بازی) و چهل‌وششمین فیلم برتر در این سایت محسوب می‌شود. همچنین، مخاطبانی که توسط سینماسکور مورد نظرسنجی قرار گرفتند، به این فیلم نمره «A» در مقیاس A+ تا F دادند.

## جوایز
- هشتادمین دوره جوایز اسکار

| قسمت                     | نامزد                             | نتیجه    |
| ------------------------ | --------------------------------- | -------- |
| بهترین فیلمنامه اورجینال | برد برد                           | نامزدشده |
| بهترین فیلم انیمیشن      | برد برد                           | برنده    |
| بهترین موسیقی فیلم       | مایکل جیاچینو                     | نامزدشده |
| بهترین تدوین صدا         | رندی تام و مایکل سیلورز           | نامزدشده |
| بهترین میکس صدا          | رندی توماس، مایکل سمنیک و داک کین | نامزدشده |

- شصت و پنجمین مراسم گلدن گلوب

| قسمت                  | نامزد   | نتیجه |
| --------------------- | ------- | ----- |
| بهترین فیلم پویانمایی | برد برد | برنده |